# باد بلنكنبورغ
باد بلنكنبورغ (بالألمانية: Bad Blankenburg) هي بلدة ألمانية تقع في ألمانيا في تورينغن. يقدر عدد سكانها بـ 7,363 نسمة .

## المدن التوأمة
مدن هوفغايزمار وTarnów Opolski هي مدن توأمة لـباد بلنكنبورغ.